# Baneh
Baneh (kurdiska: Bane, persiska: بانه) är en stad i provinsen Kurdistan i nordvästra Iran. Folkmängden uppgår till cirka 110 000 invånare. Staden ligger nära gränsen till Irak i väster. Baneh är omgiven av ett skogslandskap och är en knutpunkt för en stor del av handeln som sker i Kurdistanregionen. Stadens befolkning består nästan enbart av soranîtalande kurder.[källa behövs]